# Chaïbia Talal
Chaïbia Talal (en arabe : الشعيبية طلال), née en 1929 à Chtouka et morte le 2 avril 2004 à Casablanca, est une artiste peintre marocaine, représentante de l'art naïf.

## Biographie
Née en 1929 à Chtouka près d'El Jadida, Chaïbia grandit à la campagne. Elle se marie à l'âge de 13 ans et fut à veuve et mère de famille à l'âge de 15 ans. Autodidacte, elle peint à partir de 1963 après avoir entendu en rêve une voix lui dire : « Chaïbia prends les couleurs et peins ! ». Le critique d'art Pierre Gaudibert voit ses toiles et l'encourage. Elle expose pour la première fois en 1966 au Goethe-Institut de Casablanca, puis à Paris, au musée national d'Art moderne, au Salon des indépendants, au Salon des surindépendants, à la galerie Soltice, à la FIAC, au Salon de mai, à la Biennale de La Havane, au Salon d'Automne, etc.
Elle a exposé avec Corneille, Gaston Chaissac, Aloïse, Augustin Lesage, Adolf Wolfli,Noël Fillaudeau. 
Ses œuvres sont présentes à l'Institut du monde arabe à Paris, à la Collection de l'art brut à Lausanne, au Fonds national d'art contemporain à Paris, au musée d'art vivant à Tunis, à la Fondation Cérès Franco à Lagrasse, au Site de la Création Franche à Bègles et au musée de l'Art en marche à Lapalisse.
Elle expose au Japon, aux États-Unis, dans les pays scandinaves, en Angleterre, en Italie. En mai 2003, elle reçoit à Paris la médaille d'or de la Société académique française d'éducation et d'encouragement Arts-Sciences-Lettres.
Chaïbia Talal meurt le 2 avril 2004 à Casablanca d'une crise cardiaque.

## Hommage
- La journaliste Nicole Arbousset : « La peinture de Chaïbia devient de plus en plus expressive tendant vers l'essentiel : sa propre vision du monde. »[réf. nécessaire]
- Fatima Mernissi, écrivaine marocaine, lui a adressé une lettre d'hommage intitulée Chaïbia ou la sincérité à la source de l'art.
- Youssef Britel,Chaibia, la paysanne des arts, long métrage projeté dans le cadre du 16e Festival national du film de Tanger[4]
- Un boulevard porte son nom à Casablanca